# Zone de libre-échange
Ne doit pas être confondu avec zone franche.

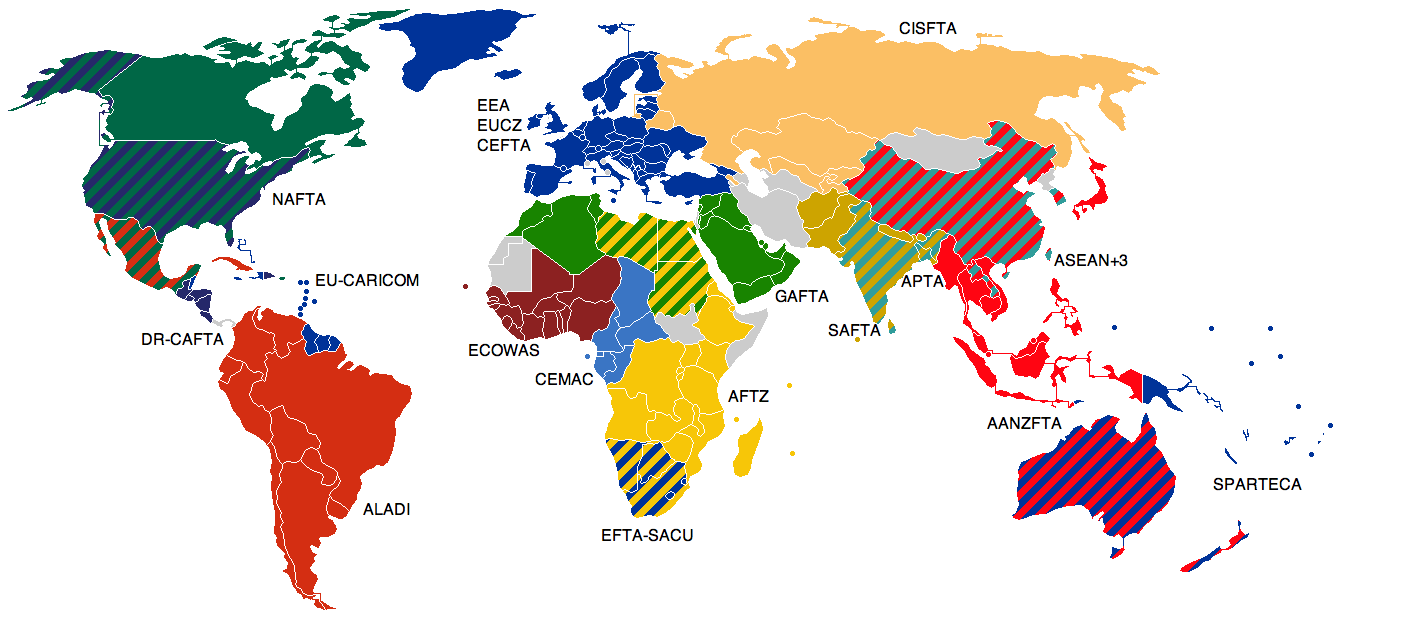
Zones de libre-échange dans le monde.

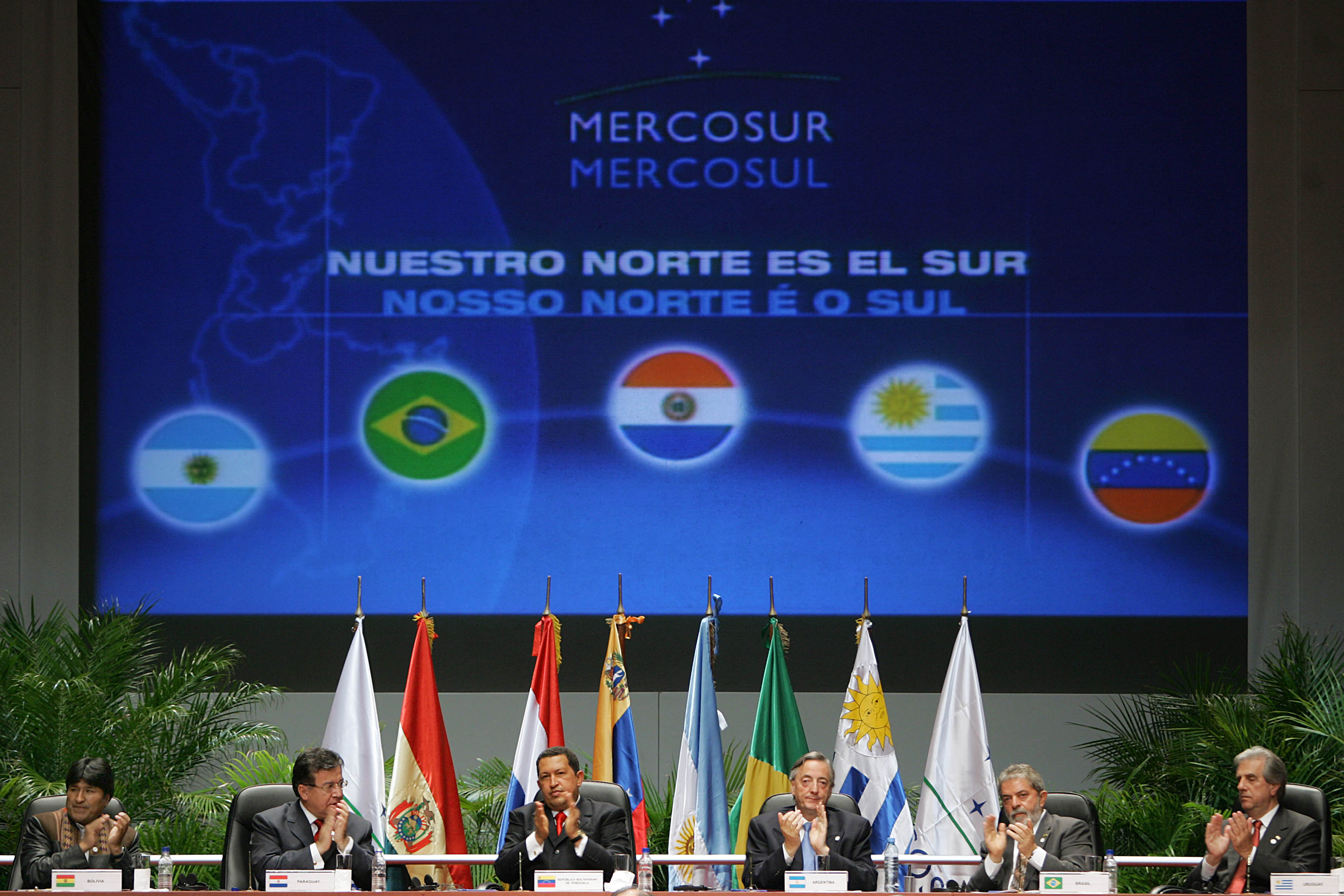
Mercosur est un exemple d'une zone de libre-échange entre les pays du Cône Sud.

Une zone de libre-échange, zone économique ou communauté économique est constituée de pays membres éliminant entre eux les droits de douane ainsi que les restrictions quantitatives à l'importation. Ces zones sont mises en place via des accords de libre-échange. Cela afin de faciliter leurs échanges et de favoriser leur développement ou leur croissance. Ces communautés se sont bâties sur des critères d'intérêt économique et commercial.

## Aperçu
On parle généralement de zone de libre-échange lorsque les pays membres de l'accord appartiennent à une zone géographique relativement délimitée. Dans les autres cas, on parle simplement d'un accord de libre-échange.
Dans le cas d'une zone de libre-échange simple, les pays membres conservent chacun leur propre politique commerciale vis-à-vis des pays tiers.
Si les pays membres de la zone adoptent un tarif extérieur commun applicable à tous les pays tiers, la zone de libre-échange devient une union douanière. Une union douanière peut couvrir tous les produits, comme dans le cas de l'Union douanière d'Afrique australe, ou bien comporter quelques exceptions, comme dans le cas du marché commun du Sud ou de l'union douanière entre l'Union européenne et la Turquie, qui ne couvre pas l'agriculture ni l'acier.
Une union douanière qui poursuit son intégration, par exemple en harmonisant ses normes sur les produits et certains éléments de politique fiscale, ou en garantissant la libre mobilité des personnes, devient une union économique. Dans le cas de l'adoption d'une monnaie commune, on parle d'union économique et monétaire. L'Union européenne est une union économique, et la zone euro est une union économique et monétaire.
On recense aujourd'hui[Quand ?] près de 150 zones de libre-échange, dont plus de la moitié ont été créées depuis 1990.
La plus grande est le Partenariat économique régional global entré en vigueur le 1er janvier 2022.

## Exemple

### En Amérique
Accord de libre-échange nord-américain
- Créé le 18 décembre 1992
- Entrée en vigueur le 1er janvier 1994
- Membres (1999) : États-Unis, Canada, Mexique
- Objectifs et réalisations :
  - suppression progressive des barrières douanières et non tarifaires dans un délai de quinze ans (avec des exceptions comme l'agriculture), libre-échange des services
  - élimination des obstacles à l'investissement

Communauté caribéenne
- Créée le 4 juillet 1973
- Membres : Antigua-et-Barbuda, Bahamas, Barbade, Belize, Dominique, Grenade, Guyana, Haïti, Jamaïque, Sainte-Lucie, Saint-Christophe-et-Niévès, Saint-Vincent-et-les-Grenadines, Suriname, Trinité-et-Tobago
- Objectifs : création d'une zone de libre-échange et d'un marché unique

Communauté andine
- Créée le 26 mai 1969
- Membres : Bolivie, Colombie, Équateur, Pérou
- Objectifs : coopération en matière de développement, et intégration économique

Marché commun du Sud
- Créé le 26 mars 1991
- Entrée en vigueur : 1995
- Membres (2007) : Argentine, Brésil, Uruguay, Paraguay, Venezuela
- Associés : Chili, Bolivie
- Objectifs et réalisations : création d'un marché commun du cône sud

### En Afrique
Autorité intergouvernementale pour le développement
- Créée en 1986
- Membres : Djibouti, Érythrée, Éthiopie, Kenya, Ouganda, Somalie, Soudan
- Objectifs : coopération économique et en matière de développement, création d'un marché commun

Communauté de développement d'Afrique australe
- Créée le 17 août 1992 (successeur de la Conférence de coordination pour le développement de l'Afrique australe)
- Membres (1999) : Afrique du Sud, Angola, Botswana, Lesotho, Malawi, Maurice, Mozambique, Namibie, Eswatini, Tanzanie, Zambie, Zimbabwe, République démocratique du Congo, Seychelles
- Objectifs et réalisations : coopération en matière de développement économique, et création d'une zone de libre-échange

Communauté des États sahélo-sahariens
- Créée le 4 février 1998
- Membres : vingt-huit États
- Objectifs : coopération économique et sociale et réalisation d'une zone de libre-échange

Communauté économique des États de l'Afrique de l'Ouest
- Créée le 28 mai 1975
- Membres : Bénin, Burkina Faso, Cap-Vert, Côte d'Ivoire, Gambie, Ghana, Guinée, Guinée-Bissau, Liberia, Mali, Niger, Nigeria, Sénégal, Sierra Leone, Togo
- Objectifs : créer une union économique et monétaire

Communauté économique des États de l'Afrique centrale
- Créée en avril 1980
- Membres : Angola, Burundi, Cameroun, République du Congo, République démocratique du Congo, Gabon, Guinée équatoriale, République centrafricaine, Sao Tomé-et-Principe, Tchad
- Objectifs : coopération économique et sociale, zone de libre-échange

Marché commun de l'Afrique orientale et australe
- Créé en décembre 1994
- Membres : Angola, Burundi, Comores, République démocratique du Congo, Djibouti, Égypte, Érythrée, Éthiopie, Kenya, Libye, Madagascar, Malawi, Maurice, Ouganda, Rwanda, Seychelles, Soudan, Eswatini, Zambie, Zimbabwe
- Objectifs : réalisation d'une union douanière

### En Asie
Association des nations de l'Asie du Sud-Est
- Créée en 1967
- Membres (1999) : Brunei, Indonésie, Malaisie, Philippines, Singapour, Thaïlande, Viêt Nam, Birmanie, Laos, Cambodge
- Objectifs et réalisations :
  - réalisation d'une zone de libre-échange des nations du Sud-Est asiatique prévu pour 2010 pour les 5 pays fondateurs de l'Asean (les 5 premiers sus-cités) et pour 2015 pour les autres
  - création d'une monnaie unique asiatique à l'horizon de 2025

### En Europe
Accord de libre-échange centre-européen
- Créé en 1992 (complément du Groupe de Visegrád)
- Membres : Albanie, Bosnie-Herzégovine, Kosovo, Macédoine du Nord, Moldavie, Monténégro, Serbie

Association européenne de libre-échange
- Créée le 4 janvier 1960
- Membres : Islande, Norvège, Liechtenstein, Suisse
- Objectifs : réalisation d'une zone de libre-échange

Union européenne
- Créée le 7 février 1992 (succède à la Communauté économique européenne)
- Membres : vingt-sept États
- Objectifs : coopération et intégration sur le plan économique, social et politique